# Autoindefinits
Autoindefinits (en castellano Autoindefinidos) es un programa de sketches creado por Albena Teatre para Radiotelevisión Valenciana, junto con la producción de Conta Contra Produccions, y dirido por Carles Alberola, César Martí, Ramón Moreno.
En el programa se trata con humor la rutina de todos los días en las calles de Valencia o en sitios como un bar, la sala de espera de un aeropuerto, una consulta médica, un fotomatón, delante de un videoportero o el metro (estos gags se han hecho en una reproducción exacta de un vagón de metro de FGV). Cada capítulo tiene entre 20 y 30 sketches, cuya duración oscila entre los 15 segundos y el minuto y medio.
Durante los tres primeros años la audiencia media fue de un 15% de cuota de pantalla, con picos de hasta el 30%.

## Emisiones
El programa ha sido emitido por Canal Nou y Canal Nou Dos (Comunidad Valenciana); por TV3 y XTV en (Cataluña); y en IB3 (Islas Baleares). Esta serie ha llegado también a países del centro de Europa como Andorra, Alemania, Francia, Austria y Rusia, con lo que supone la primera venta fuera de España y Andorra.

## Reparto
Han participado un total de 18 actores y alrededor de 45 guionistas en la creación de los más de 4500 sketches que se han puesto en antena.
- Cristina García
- Alfred Pico
- Ximo Solano
- Sergio Caballero
- Rebeca Valls
- Carles Alberola
- Albert Forner
- Pepa Sarrió
- Toni Agusti
- Juli Disla
- Nuria García
- Xavo Giménez
- Vanessa Cano
- Carles SanJaime
- Pepa Miralles
- Juli Canto
- Jaime Pujol
- Noelia Pérez